# Weidach (Stetten auf den Fildern)

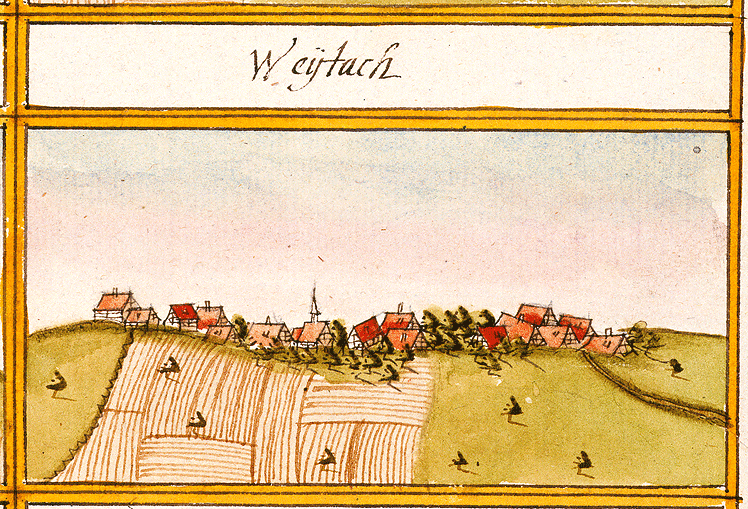
Weidach auf einer Zeichnung von Andreas Kieser

Weidach ist ein Wohngebiet der großen Kreisstadt Leinfelden-Echterdingen im Landkreis Esslingen.

## Der Ort
Der einst selbstständige Weiler bildet durch den baulichen Zusammenschluss mit den beiden Orten Hof und Stetten heute das Dorf Stetten auf den Fildern.

## Geschichte
Weidach war bereits zur Zeit der Kelten ein Wohnplatz. 1810 erhielten die drei Weiler Stetten, Hof und Weidach die Eigenständigkeit unter dem Namen „Stetten auf den Fildern“.
Im Gegensatz zu Stetten und Hof, die im 19. Jahrhundert zur evangelischen Pfarrei Bernhausen gehörten, war Weidach der evangelischen Pfarrei Echterdingen angehörig.
Die Struktur war bis nach dem Zweiten Weltkrieg bäuerlich geprägt. Erst nach 1945 gerieten die drei Weiler in den Sog der Industriestadt Stuttgart, sodass Weidach ein Pendlerdorf wurde.
Erst seit dieser Zeit hat sich das Ortsbild stark verändert.
Aus den ehemaligen bäuerlichen Weilern ist ein begehrter Wohnort geworden.
1975 verlor die Gemeinde Stetten ihre Eigenständigkeit und wurde nach Leinfelden-Echterdingen eingemeindet.

## Besonderheiten
In Weidach befand sich bis 1938 eine Wallfahrtskapelle aus Fachwerk, die einen kleinen Glockenturm besaß.